# Chālāb-e Soflá
Chālāb-e Soflá (persiska: چالاب سفلی, Chālābeh-ye Soflá) är en ort i Iran.   Den ligger i provinsen Kermanshah, i den västra delen av landet, 400 km väster om huvudstaden Teheran. Chālāb-e Soflá ligger 1 370 meter över havet och antalet invånare är 185.
Terrängen runt Chālāb-e Soflá är varierad.Runt Chālāb-e Soflá är det ganska tätbefolkat, med 185 invånare per kvadratkilometer. Närmaste större samhälle är Robāţ-e Māhīdasht, 4,7 km nordväst om Chālāb-e Soflá. Omgivningarna runt Chālāb-e Soflá är i huvudsak ett öppet busklandskap.